# Тре Кул
Тре Кул (англ. Tré Cool, справжнє ім'я — Френк Едвін Райт III (англ. Frank Edwin Wright III) — барабанщик американської панк-рок групи Green Day. Він замінив колишнього барабанщика групи Джона Кіффмеєра (Ел Собранте). Народився 9 грудня 1972 року у Франкфурті, Німеччина.

## Біографія
Френк Едвін Райт III (англ. Frank Edwin Wright III), відоміший як Тре Кул (англ. Tré Cool), народився 9 грудня 1972 року у Франкфурті, Німеччина. Таким чином, він наймолодший з учасників групи Green Day. У дитинстві він жив у горах Мендочіно разом зі своїм батьком і кількома братами. Його батько брав участь у військовій кампанії у В'єтнамі і був пілотом гелікоптера, а після війни вирішив вивезти родину у гори, щоб уникнути повернення до Сполучених Штатів. У віці 12 років Тре був запрошений до групи The Lookouts, де і отримав своє славнозвісне прізвисько, що означає «дуже крутий» французькою. Після того, як Green Day втратили свого барабанщика, Тре приєднався до них і став повноправним членом групи.
Незабаром Тре вирішив покинути навчання у школі. Проте з успіхом пройшов непростий оцінний тест і став час від часу відвідувати курси у коледжі. Коли ж перед ним постала перспектива участі в турах разом з Green Day, про навчання довелося забути взагалі. У перших для Green Day турах їм дуже допомагав батько Тре, який володів невеликою транспортною фірмою і сам возив хлопців містами і селами.
У Тре є дочка Рамона (англ. Ramona), яка народилася у січні 1995 року. Після цього Тре одружився зі своєю давньою подругою Лізі Лайонс (англ. Lisea Lions). Пізніше вони розлучились, і 2004 року Тре одружився з Клавдією (англ. Claudia). Вона народила від нього сина Франкіто (Frankito), що означає «маленький Франк». Незабаром пара розлучилась, але вони, як і раніше, живуть разом зі своїм сином у Окленді, штат Каліфорнія.
Основним амплуа Тре у гурті є гра на барабанах. Проте його вміння на цьому не вичерпуються, адже він також володіє акордеоном, акустичною гітарою, перкусією і навіть пише пісні (одна з яких навіть потрапила до альбому групи).